# Johannes van der Palm
Johannes Hendricus van der Palm (Rotterdam, 17 juli 1763 – Leiden, 8 september 1840) was een Nederlands dichter, theoloog, staatsman en hoogleraar.

## Levensloop
Van der Palm was een zoon van de Rotterdamse kostschoolhouder Cornelis van der Palm, die medeoprichter was van het Rotterdamse dichtersgenootschap Studium scientiarum genetrix (IJver is de moeder der wetenschappen). Van der Palm werd op zijn zeventiende zelf ook lid van dit genootschap en werd zes jaar later tot lid van verdienste benoemd. In 1783 reikte zijn vader hem de gouden erepenning uit voor zijn gedicht Het Oorlog. Hij studeerde inmiddels aan de Universiteit Leiden en schreef ook daar veel gedichten. Zijn gedicht de verheerlijking van Christus op den berg werd in 1784, met goud bekroond door het Haagse dichtersgenootschap Kunstliefde spaart geen vlijt waarvan Van der Palm lid was.
Van der Palm werd in 1784 predikant te Maartensdijk. Hij was lid van de patriottische beweging en moest in 1787 vluchten voor prinsgezinden uit Bunschoten. Hij werd wetenschappelijk raadsman te Middelburg (1788). In 1795 werd hij lid van het Voorlopig Bestuur van Zeeland en plantte hij de Vrijheidsboom. Een jaar later werd hij echter hoogleraar Oosterse talen aan de Universiteit Leiden.
Van 1799 tot 1805 was Van der Palm minister van Onderwijs ("agent voor Nationale Opvoeding") in de Bataafse Republiek en het Bataafs Gemenebest. Hij regelde als minister het lager onderwijs en schreef samen met zijn Inspecteur-generaal Adriaan van den Ende de belangrijke Onderwijswet van 1806. Van der Palm verzocht verder de Leidse hoogleraar Matthijs Siegenbeek een uniforme Nederlandse spelling tot stand te brengen, die per 18 december 1804 officieel werd ingevoerd. In 1801 was Van der Palm ook enige tijd minister van Economische Zaken ("agent voor Nationale Economie") ad interim. Vanaf 1805 was hij weer hoogleraar, nu in de gewijde dichtkunst en de welsprekendheid. Hij werd in 1812 ter verantwoording geroepen omdat hij in zijn rede bij de opening van het academisch jaar geen hulde had gebracht aan keizer Napoleon.
Van der Palm was in zijn tijd beroemd als schrijver en redenaar, en won in 1815 een prijs van 700 gulden die "voor een geschied- en redekunstig gedenkschrift" was uitgeloofd door admiraal Jan van Kinsbergen. In 1818 begon hij aan een nieuwe Bijbelvertaling; in 1830 was dit werk, de "van der Palmbijbel", voltooid. Tien jaar later overleed hij op 77-jarige leeftijd. Nicolaas Beets, die in 1840 met Van der Palms kleindochter Aleide van Foreest trouwde, beschreef in 1842 zijn leven in Leven en karakter van J.H. v.d. Palm.

## Theologische opvattingen

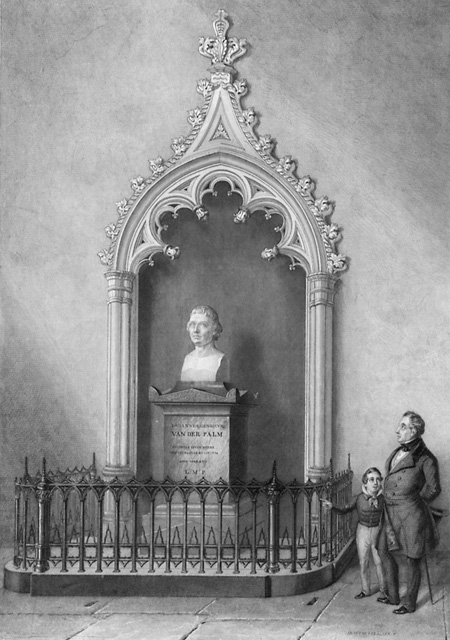
Gedenkteken voor Van der Palm in de Leidse Pieterskerk

Van der Palm hield vast aan de gereformeerde leer, maar niet leerstellig. De gereformeerde theologie werd zeer gematigd uitgelegd. Hij beaamde de gereformeerde centrale dogma's, zoals de predestinatieleer en de Drie-eenheid, maar besteedde er maar heel summier aandacht aan. Ook de kanttekeningen in zijn Bijbelvertaling tonen aan dat Van der Palm nauwelijks interesse had in de dogmatiek. Dit in tegenstelling tot zijn geestverwant Herman Muntinghe, die een "Bijbelse dogmatiek" ontwikkelde.
Van der Palm was een aanhanger van het supranaturalisme. Dat hield in dat alle gebeurtenissen in de Bijbel historisch betrouwbaar zijn. Ook de wonderen hebben echt plaatsgehad. Maar volgens de supranaturalisten zijn veel zaken die als "wonderen" worden aangeduid, prima rationeel te verklaren Maar dat wil dan nog niet zeggen dat zij los staan van God. Gods leiding blijkt juist hieruit dat het rationeel te verklaren wonder juist op dát moment in de geschiedenis plaatsvond, wanneer God het wilde. Van der Palm vertegenwoordigt echter wel een zeer gematigd supranaturalisme: de wonderen in het Nieuwe Testament blijven zonder meer gehandhaafd.
Johannes van der Palm toonde ook enige belangstelling voor de lagere tekstkritiek. Om de Bijbelboeken te interpreteren moest alle aandacht van de moderne theoloog uitgaan naar de exegese. Daarvoor was het noodzakelijk om de oorspronkelijke Bijbeltekst te reconstrueren. In de tijd van Van der Palm waren er echter nauwelijks oude handschriften voorhanden. Van der Palm legde een zekere interesse aan de dag voor Arabische vertalingen van het Oude Testament, de Septuaginta en de Samaritaanse Pentateuch. De Masoretische tekst bleef voor hem echter het meest gezaghebbend. Van de hogere tekstkritiek, de historisch-kritische methode, moest Van der Palm niets hebben. (Aanvaarding van de historisch-kritische methode zou immers in strijd zijn met het door hem aangehangen supranaturalisme.)

## Publicaties (selectie)
- Eenige liederen van David vertaald en opgehelderd. Middelburg 1791, Leiden 1815
- De vriend des volks. Middelburg 1795-1796
- Jesaias vertaald en opgehelderd. Dordrecht 1806
- Geschied- en redekunstig gedenkschrift van Nederlands herstelling in de jare 1813. Amsterdam 1816
- De Bijbel. Leiden 1818-1830 (3 delen)
- Bijbel voor de jeugd. Tafereelen uit de gewijde geschiedenis voor christen-huisgezinnen. Leiden 1811-1834, 24 delen, Gouda 1859, 4 delen
- Salomo. Amsterdam 1808-1816, 6 delen, Den Haag 1821-1824, 6 delen, Leeuwarden 1834-35, 7 delen
- Verhandelingen, redevoeringen en losse geschriften. Amsterdam-Leeuwarden 1810-1846, 5 delen; Leeuwarden 1854-55, 2 delen (uitgave door Nicolaas Beets);
- Al de leerreden. Leeuwarden 1841-1845, 16 delen (uitgave door Nicolaas Beets);